# John Sullivan (gesuita)
John Sullivan (Dublino, 8 maggio 1861 – Dublino, 19 febbraio 1933) è stato un presbitero irlandese.
Sacerdote professo della Compagnia di Gesù, è stato beatificato durante il pontificato di papa Francesco il 13 maggio 2017.